# Эстонская национальная архитектура

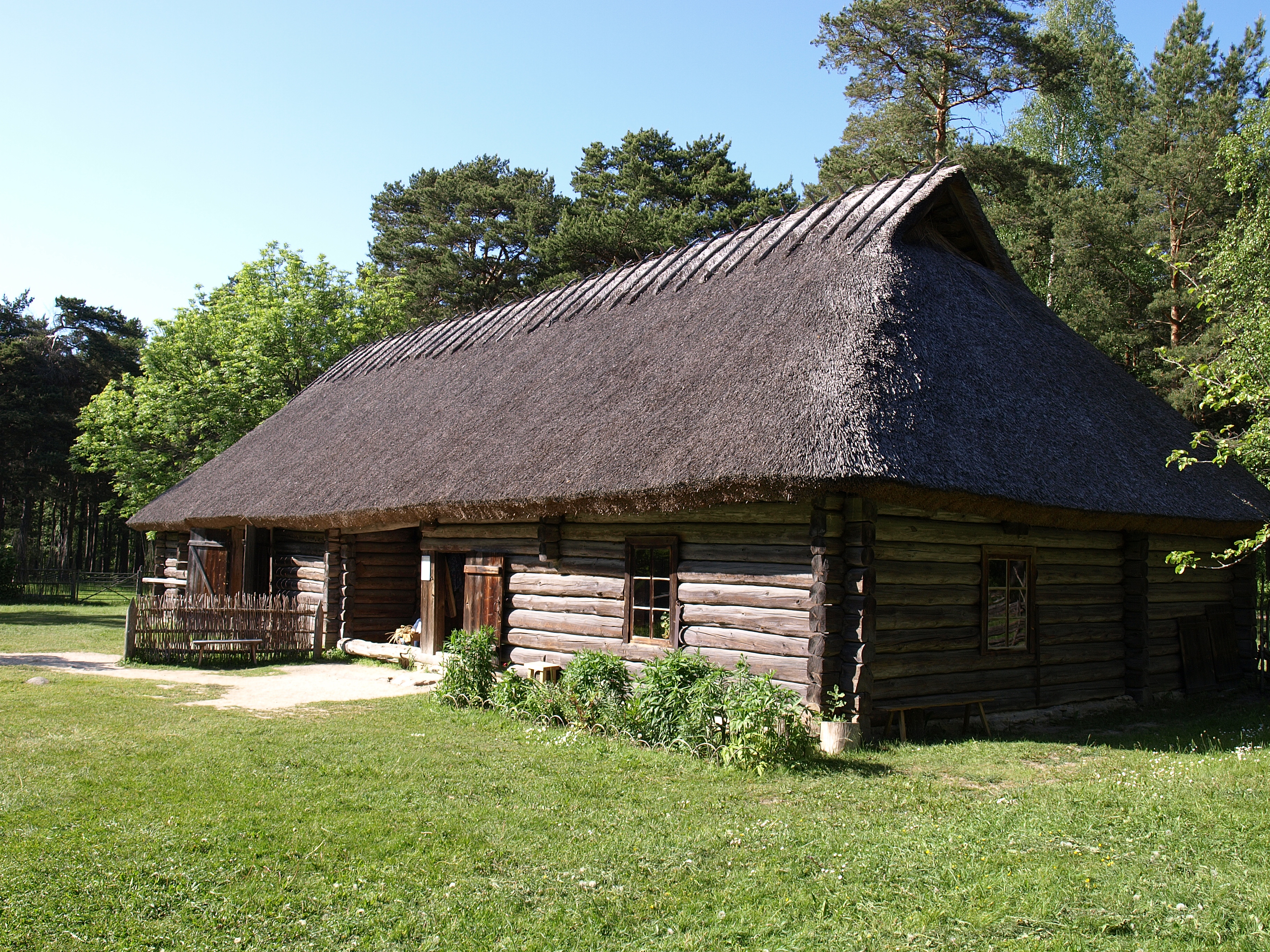
Пример эстонской национальной архитектуры

Эстонская национальная архитектура — традиционная народная архитектура Эстонии, олицетворённая в деревнях, фермерских хозяйствах и фермерских домах. Старейшие письменные источники, описывающие эстонские деревни, датированы XIII веком, когда они были упомянуты в летописцем Генрихом из Леттии

## Деревни и фермерские хозяйства
Деревенские стили варьируются в зависимости от географических регионов, каждый из которых имеет свои собственные характерные черты. На плоских равнинах северной Эстонии и Сааремаа представлены старейшие формы деревень, которые собраны в компактные группы домов. В горных районах южной Эстонии встречаются более разнообразные типы деревень. На востоке, на побережье Чудского озера и восточной части Сетумаа, преобладал классические деревни уличного типа, а деревни такого типа можно найти во всех уголках страны.

## Фермерские постройки

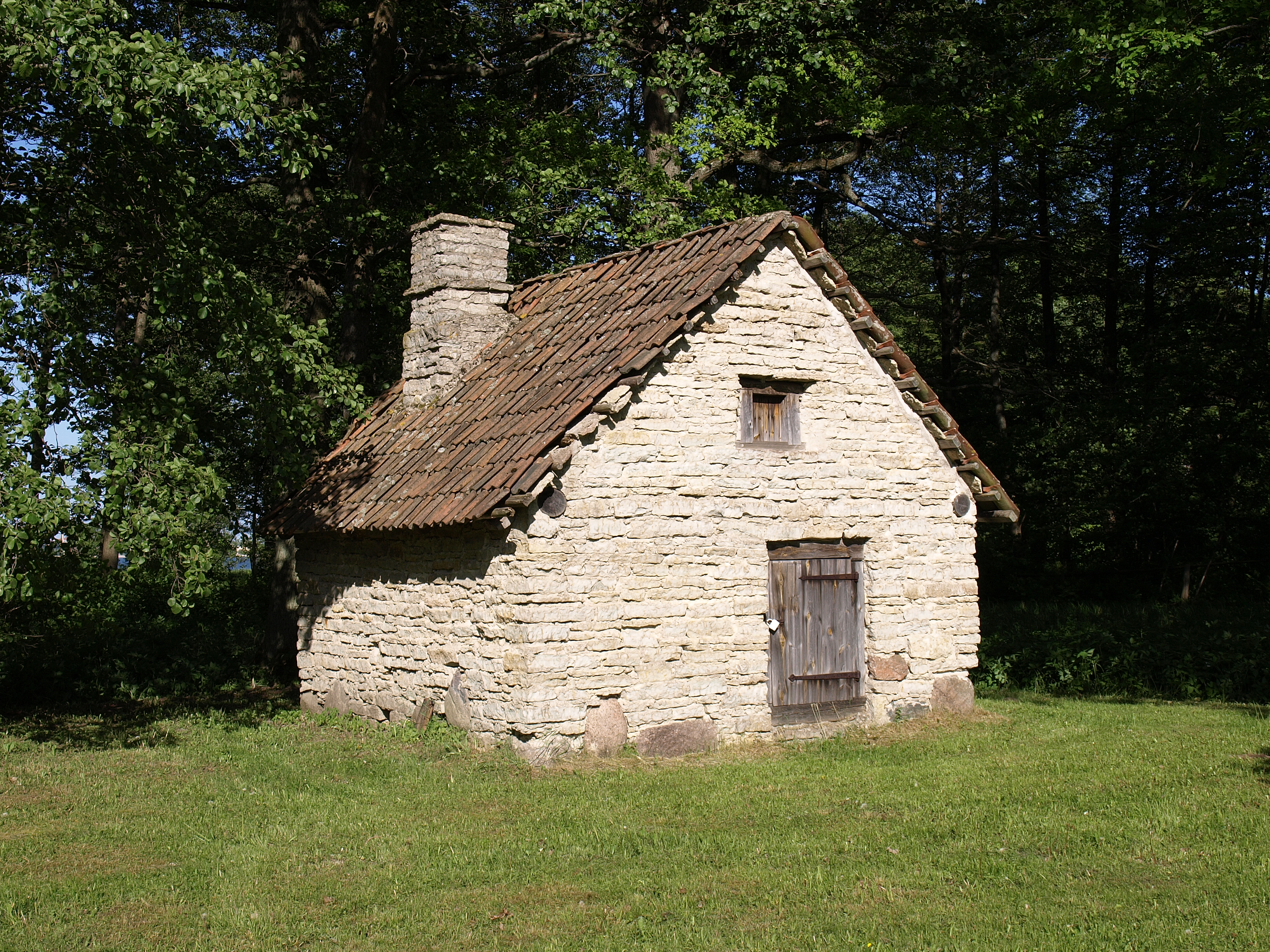
Эстонская сауна

Эстонский фермерский дом имеет уникальный архитектурный стиль, который фундаментально отличается от схожих строений соседних стран. Его эволюция связана с основным эстонским продуктом питания — чёрным хлебом, и аграрной традицией, насчитывающей около 4 000 лет, когда и гумно, и жилище размещались под одной крышей, крытой тростником или ржаной соломой.
Форма традиционного фермерского дома XIX века — это длинное здание без трубы с низкими стенами из брёвен и высокой соломенной крышей. Бревенчатые стены составляют треть, а крыша — две трети общей высоты дома. Здание было разделено на три секции: гумно, комнату с печью и жилую комнату и использовалось как главное место обитания во время зимы. Комната с печью была единственным отапливаемым помещением, и все внутренние мероприятия проводились там. Осенью она использовалась для сушки зерна. С лета по осень приготовление еды проходило на летней кухне, а люди спали на чердаке и в кладовых.